# Duriavenator
Duriavenator là một chi khủng long, được Benson mô tả khoa học năm 2008. đã từng sống ở khu vực ngày nay là nước Anh trong kỷ Jura giữa, khoảng 168 triệu năm trước. Năm 1882, xương hàm trên và hàm dưới của một con khủng long được thu thập gần Sherborne ở Dorset, và Richard Owen cho rằng hóa thạch thuộc về loài Megalosaurus bucklandii, loài khủng long không phải chim đầu tiên được đặt tên. Đến năm 1964, mẫu vật được công nhận là thuộc về một loài khác, và vào năm 1974, nó được chuyển sang một loài Megalosaurus mới, M. hesperis; tên cụ thể có nghĩa là "phương Tây". Các nhà nghiên cứu sau đó đã đặt câu hỏi liệu loài này có thuộc giống Megalosaurus, trong đó có nhiều loài động vật chân đốt rời rạc từ khắp nơi trên thế giới trong lịch sử hay không. Sau khi xem xét các vấn đề phân loại xung quanh Megalosaurus, Roger B. J. Benson đã chuyển M. hesperis sang chi riêng của nó vào năm 2008, Duriavenator; cái tên này có nghĩa là "Kẻ săn mồi Dorset".